# Stemonoporus bullatus
Espèce
Statut de conservation UICN

 EN A1c : En danger
Stemonoporus bullatus est une espèce de plantes du genre Stemonoporus de la famille des Dipterocarpaceae.